# فابيو برونيلي
فابيو برونيلي (11 مايو 1969 - 7 مارس 2021) مذيع أخبار وصحفي وكاتب برازيلي.

## السيرة الشخصية
ظهر برونيلي لأول مرة على التلفزيون الوطني في سن العشرين، وهو أصغر مذيع برازيلي يقوم بذلك. ظهر لأول مرة على ريدي مانشيتي في 9 نوفمبر 1989 لتغطية سقوط جدار برلين. مكث مع ريدي مانشيتي حتى أوائل التسعينيات، على الرغم من أنه أصبح بعد ذلك رئيس تحرير نشرة أخبار آر جي تي، إحدى الشركات التابعة لـ ريدي غلوبو.
توفي فابيو برونيلي بسبب مرض السرطان في ريزندي في 7 مارس 2021 عن عمر يناهز 51 عامًا.